# Freilassing

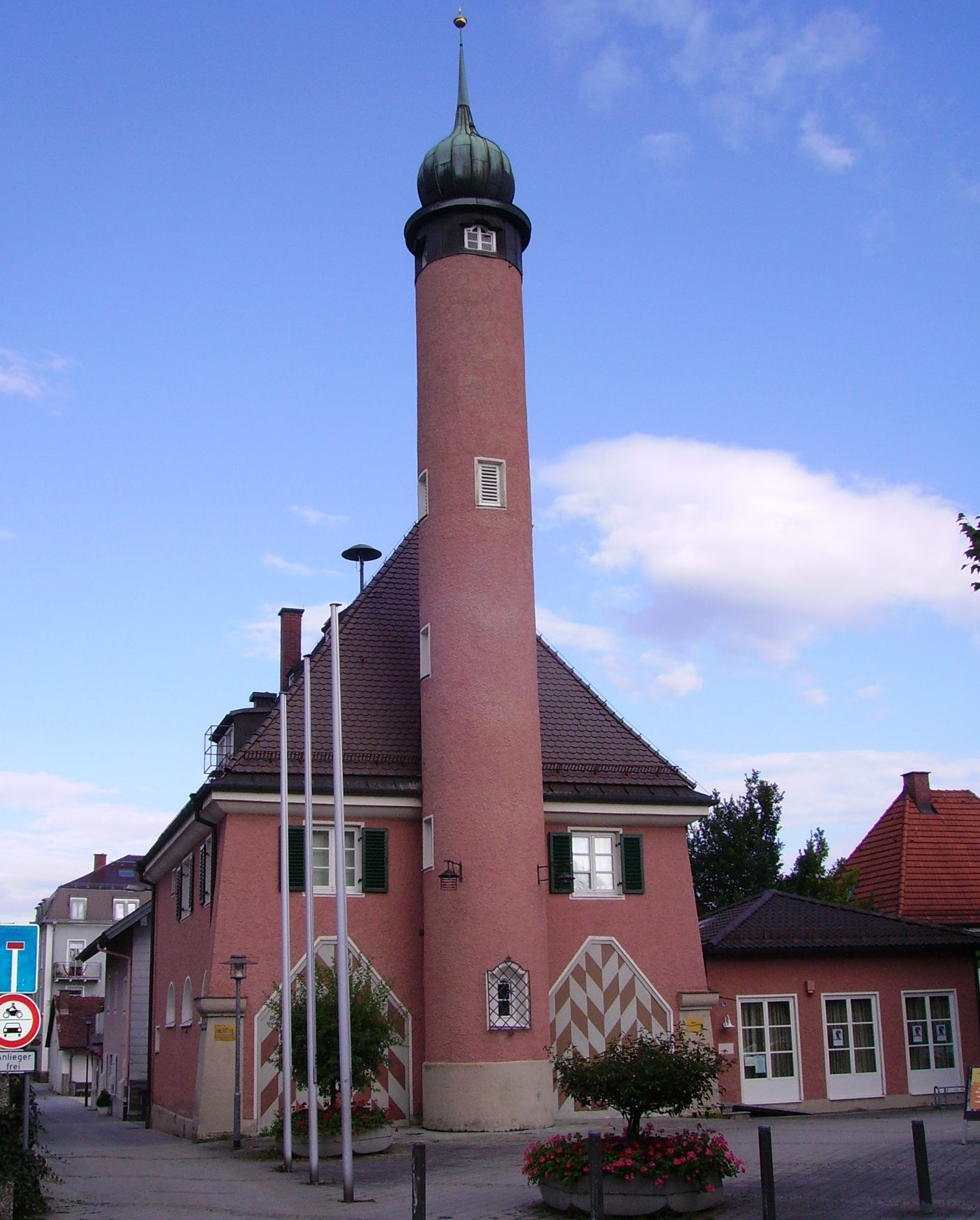
Muzeul din Freilassing

Freilassing este un oraș din districtul Berchtesgadener Land, regiunea administrativă Bavaria Superioară, landul Bavaria, Germania.